# 小南武朗
小南武朗（こみなみ たけろう、1927年（昭和2年）11月28日 - 2017年（平成29年）7月10日）は、日本の劇作家。テレビ草創期のドラマ演出家。元小樽短期大学学長。

## 経歴
北海道函館市出身。1953年北海道大学文学部卒業。1953年（昭和28年）北海道放送（HBC）に入社。ラジオドラマの作・演出に携わる。同社がテレビを開局するとテレビドラマに移り、TBS系「東芝日曜劇場」の同社制作第1作となる「北緯四十三度」を全編生放送で演出する。以後、北海道の風土を背景にしたドラマ制作の基礎を築く。小南に師事した演出家には守分寿男がいる。1982年定年退職。
1983年北海道大学や藤女子大学で講師（1994年まで）。1986年小樽女子短期大学助教授。1992年小樽女子短期大学教授。1995年同学長。1999年小樽短期大学学長退職。2001年藤女子大学文学部客員教授。2005年藤女子大学退職。
同人誌『弦』『北方文芸』『札幌文学』などに参加した。1976年、『海の音』で北海道新聞文学賞候補。2013年、第7回まほろば賞特別賞。

## 受賞
- 1961年（昭和36年）：近鉄金曜劇場『オロロンの島』（北海道放送） - 芸術祭テレビ部門芸術祭賞[3]
- 1963年（昭和38年）：東芝日曜劇場『虫は死ね』（北海道放送） - 芸術祭テレビ部門奨励賞[3]

## 著作
- 『ぬばたま』（近代文芸社、1982年）
- 『自分にとっての美しい日本語 ― 表現についての断章』（東林出版、1995年）